# Regeringen Miettunen II
Regeringen Miettunen II var Republiken Finlands 58:e regering där fem partier ingick: Centerpartiet, SDP, Svenska folkpartiet, Liberala folkpartiet och DFFF. Ministären regerade från 30 november 1975 till 29 september 1976. Regeringsbildningen gick till under exceptionella omständigheter. President Urho Kekkonen ansåg det viktigt att det gick att bilda en politisk regering i landet och såg till att representanter för fem partier bildade en så kallad "nödlägesregering". Regeringen Liinamaa, en opolitisk ämbetsmannaregering, hade regerat efter att partierna inte kunnat enas om en regeringsbas efter riksdagsvalet 1975. Partierna förblev sinsemellan oeniga och Miettunens nödlägesregering hade det svårt. Regeringsprogrammet kunde partierna enas om först i mars 1976 och redan i maj 1976 lämnade Miettunen in regeringens avskedsansökan. Kekkonen vägrade att acceptera Miettunens avgång men regeringsbasen sprack slutgiltigt i september 1976 då socialdemokraterna lämnade regeringen med en motivering som gällde jordbrukspolitiken och Miettunen fick i uppdrag att bilda en ny regering utan vänsterpartierna.

## Ministrar
| Minister                                                       | Ämbetsperiod                                                          | Parti       |
| -------------------------------------------------------------- | --------------------------------------------------------------------- | ----------- |
| Statsminister Martti Miettunen Kalevi Sorsa, ställföreträdare  | 30 november 1975–29 september 1976 30 november 1975–29 september 1976 | Centern SDP |
| Minister i statsrådets kansli Reino Karpola                    | 30 november 1975–29 september 1976                                    | Centern     |
| Utrikesminister Kalevi Sorsa                                   | 30 november 1975–29 september 1976                                    | SDP         |
| Minister i utrikesministeriet Sakari T. Lehto                  | 30 november 1975–29 september 1976                                    | opolitisk   |
| Justitieminister Kristian Gestrin                              | 30 november 1975–29 september 1976                                    | SFP         |
| Inrikesminister Paavo Tiilikainen                              | 30 november 1975–29 september 1976                                    | SDP         |
| Minister i inrikesministeriet Olavi Hänninen Arvo Hautala      | 30 november 1975–29 juni 1976 29 juni 1976–29 september 1976          | DFFF        |
| Försvarsminister Ingvar S. Melin                               | 30 november 1975–29 september 1976                                    | SFP         |
| Finansminister Paul Paavela                                    | 30 november 1975–29 september 1976                                    | SDP         |
| 2:a finansminister Viljo Luukka Esko Rekola                    | 30 november 1975–9 april 1976 9 april 1976–29 september 1976          | opolitisk   |
| Undervisningsminister Paavo Väyrynen                           | 30 november 1975–29 september 1976                                    | Centern     |
| 2:a undervisningsminister Kalevi Kivistö                       | 30 november 1975–29 september 1976                                    | DFFF        |
| Jord- och skogsbruksminister Heimo Linna                       | 30 november 1975–29 september 1976                                    | Centern     |
| Trafikminister Kauko Hjerppe                                   | 30 november 1975–29 september 1976                                    | DFFF        |
| Handels- och industriminister Eero Rantala                     | 30 november 1975–29 september 1976                                    | SDP         |
| Minister i handels- och industriministeriet Sakari T. Lehto    | 30 november 1975–29 september 1976                                    | opolitisk   |
| Social- och hälsovårdsminister Irma Toivanen                   | 30 november 1975–29 september 1976                                    | LFP         |
| Minister i social- och hälsovårdsministeriet Pirkko Työläjärvi | 30 november 1975–29 september 1976                                    | SDP         |
| Arbetskraftsminister Paavo Aitio                               | 30 november 1975–29 september 1976                                    | DFFF        |